# Дуда, Тамара Анатольевна
Тамара Анатольевна Дуда (укр. Тамара Анатоліївна Дуда, известна также под псевдонимом Тамара Ореховое Зёрнышко, укр. Тамара Горіха Зерня; род. 5 января 1976) — украинская писательница. Автор романа «Дочь» (Доця, 2019), который был отмечен как «Книга года» украинской службой BBC. Тамара Дуда известна своей волонтёрской деятельностью. Лауреат Национальной премии Украины имени Тараса Шевченко (2022).

## Биография
Родилась в Киеве. В 1992 году окончила Украинский гуманитарный лицей. В 1993 году поступила в Институт журналистики Киевского университета, защитила диплом в 1998 году. С 2003 по 2005 училась в Киевском международном университете.
С 2014 года Тамара Дуда была волонтёром в зоне АТО. По волонтерскую деятельность была отмечена грамотой мэра Киева.
«Дочь» — это первый роман писательницы. Он был опубликован в издательстве «Білка». События в книге происходят в 2014 году во время вооружённого конфликта на востоке Украины. Планируется экранизация романа.

## Цитаты
«Я из тех счастливчиков, которым война больше дала, чем забрала. Она подарила замечательных людей, помогла познать себя и переоценить жизнь»